# Algirdas Gailiūnas
Algirdas Gailiūnas (*  1948 in Rukuižiai, Rajon Joniškis, Litauische SSR) ist ein litauischer Richter.

## Leben
Von 1972 bis 1977 beendete Gailiūnas das Diplomstudium der Rechtswissenschaften an der Rechtsfakultät der Universität Vilnius.
Von 1978 bis 1987 leitete er als Gerichtspräsident das Kreisgericht Skuodas und von 1987 bis 1990 das Kreisgericht Prienai. Von 1990 bis 1993 war er Richter des Lietuvos Aukščiausiasis Teismas, von 1993 bis 1996 des Konstitucinis Teismas, von 1996 bis 1998 Lietuvos apeliacinis teismas. Von 1998 bis April 2010 war er Vorsitzender im Bezirksgericht Klaipėda. Seit August 2010 ist er Richter des Appellationshofs Litauens.
Er spricht Russisch sowie Englisch.